# Gong
Gong é uma banda formada pelo guitarrista e vocalista australiano Daevid Allen, também fundador do Soft Machine. Apesar de nunca ter atingido grande popularidade, a banda é bastante conhecida pelos apreciadores de space rock, rock progressivo, música psicodélica, jazz rock e Canterbury, genêros sob os quais a sonoridade da banda se encaixa.

## História
A banda foi formada em 1967, quando um problema com o visto de Daevid Allen o impediu de voltar da França para a Inglaterra. Allen permaneceu por aquele país, onde conheceu a professora londrina Gilli Smyth, com quem se casaria posteriormente. Os dois formaram a primeira encarnação do Gong, que se desmanchou durante a revolução estudantil de 1968, quando Allen e Smyth foram obrigados a ir para Deya, Majorca, na Espanha. Lá eles conheceram o saxofonista Didier Malherbe, que morava em uma caverna em Deya.
Durante esse período o cineasta Jerome La Perrousaz os convidou para voltar à França para gravar trilhas sonoras para seus filmes. Eles também conseguiram um contrato com a gravadora independente BYG, gravando os discos Magick Brother, Mystic Sister e Bananmoon, este último um trabalho solo de Allen.
Em 1971 a banda conseguiu estabilizar sua formação e lançou Camembert Electrique. O disco foi o primeiro a iniciar a mitologia do Gong, criada por Allen e Smyth, sobre os Pot Head Pixies do Planeta Gong e sua Radio Gnome Invisible. O disco foi lançado na Inglaterra pelo selo Caroline Records da Virgin Record em 1974, com um preço de 49p (que era o preço típico de um single). Isso resultou em grandes vendagens do disco, o suficiente para alcançar um algum posto respeitável nas listas de mais vendidos, o que não ocorreu por ser considerado muito barato.
O Gong tocou no primeiro Glastonbury Festival, ajudando-os a se tornar um dos primeiros a assinar com a Virgin Records.
Entre 1973 e 1974, agora com o apoio do guitarrista Steve Hillage, o Gong lançou sua trilogia da Radio Gnome Invisible, que consiste nos discos Flying Teapot, Angel's Egg e You, todos especialmente enfocados nos personagens criados por Allen e Smyth.
Em um concerto em Cheltenham em 1975, Allen se recusou a subir ao palco, alegando que um "campo de força" o estava impedindo. O mais provável é que ele não estava gostando dos rumos indicados pelo baterista Pierre Moerlen, cada vez mais ativo no processo de composição. Allen deixou a banda junto com Smyth, que agora queria se dedicar aos seus dois filhos.
O Gong prosseguiu sob o comando de Moerlen, que chamou Allan Holdsworth para o posto de guitarrista. Moerlen transformou a banda em um grupo de jazz-rock/fusion. Essa nova encarnação do grupo estreou com o disco Gazeuze!. Moerlen teve que utilizar o nome Gong devido às obrigações contratuais da banda. Essa seria uma das primeiras ramificações do Gong, sendo conhecida como Pierre Moerlen's Gong.
Outras bandas surgiram a partir do Gong, formadas por ex-membros ou seguindo a mitologia da banda, como os trabalhos solo de Daevid Allen e Steve Hillage, além de bandas como Gongzilla, Planet Gong, Here & Now e Mother Gong, esta última de Smyth. Essa árvore genealógica musical é conhecida como a Gong Global Family.
Em 1992, Allen e Malherbe reformaram o Gong e lançaram o disco Shapeshifter, a quarta parte da série Radio Gnome Invisible. Em 2000, uma quinta parte foi lançada: Zero To Infinity, com Smyth e o baixista da formação original Mike Howlett. Essa volta do Gong foi marcada por novas influências ao som da banda, vindas de música indiana e eletrônica. Uma das mais recentes ramificações do Gong é uma união de Allen com os músicos do grupo de música eletrônica e psicodélica Acid Mothers Temple, resultando no Acidmothersgong.
Em novembro de 2007, Daevid Allen realizou uma série de concertos no Brasil com uma ramificação do Gong, que foi chamada de Daevid Allen and Gong Global Family (Daevid Allen no vocal e na guitarra; Josh Pollock na guitarra, no megafone e na percussão; Fred Barley na bateria e na percussão; Fabio Golfetti na guitarra; Gabriel Costa no baixo; Marcelo Ringel na flauta e no saxofone tenor), além de sua outra banda University of Errors (Daevid; Josh Pollock; Michael Clare; Fred Barley). As apresentações ocorreram em São Paulo em 21 e 22 de novembro e São Carlos em 24 de novembro. Essa formação - menos Marcelo - gravou algumas faixas inéditas no estúdio Mosh, em São Paulo.
Em maio de 2013, Daevid Allen realizou de novo uma série de concertos no Brasil. Essa turnê se chamava Gong 99%#tour2012(3) com o lineup: Daevid Allen (voz e guitarra), Fabio Golfetti (voz e guitarra), Dave Sturt (voz e baixo), Orlando Allen (voz e bateria) e Ian East (saxofone, flauta). Em fevereiro de 2014 a Gong retornou ao Brasil para participar do Festival Psicodália, como uma das atrações principais do evento. 

## Discografia

### Discos de estúdio
- 1970 - Magick Brother, Mystic Sister
- 1971 - Camembert Electrique
- 1971 - Continental Circus
- 1971 - Obsolete (Dashiell Hedeyat & Gong)
- 1973 - Flying Teapot
- 1973 - Angel's Egg
- 1974 - You
- 1976 - Shamal
- 1977 - Gazeuse! (também conhecido como Expresso)
- 1978 - Expresso II
- 1992 - Shapeshifter
- 1997 - You Remixed
- 1997 - A Sprinkling of Clouds
- 2000 - Zero to Infinity
- 2003 - The World Of Daevid Allen And Gong (coletânea em CD triplo)
- 2005 - I Am Your Egg
- 2009 - 2032
- 2014 - I See You

### Discos ao vivo
Muito material presente em discos ao vivo é inédito
- 1971 - Glastonbury Fayre (um dos lados desse disco triplo é do Gong)
- 1973 - Greasy Truckers 2: Live At Dingwall's Dance Hall (Disco ao vivo ao lado de outras bandas)
- 1977 - Gong est Mort- Viva la Gong!
- 1977 - Gong Live Etc
- 1990 - Live au Bataclan 1973
- 1990 - Live At Sheffield 1974
- 1993 - Live On TV 1990
- 1995 - 25th Birthday Party
- 1995 - Pre-Modernist Wireless: The Peel Sessions
- 2001 - Live to Infinitea
- 2002 - OK Friends
- 2002 - Glastonbury 1971
- 2007 - Gong Global Family - Live in Brazil 2007

### Videografia
- 2002 - Classic Rock Legends
- 2002 - High Above The Subterrania 2000

### Coletâneas
- 1986 - A Wingful Of Eyes
- 1996 - The Best Of Gong
- 1997 - The Very Best Of Gong
- 1998 - The Best Of Gong
- 1998 - Family Jewels (Coletânea unindo bandas de toda a família Gong)
- 1999 - Other Side of the Sky
- 2002 - From Here To Eternitea